# La Vallée des Singes
Koordinaten: 46° 14′ 33,7″ N, 0° 17′ 22,6″ O

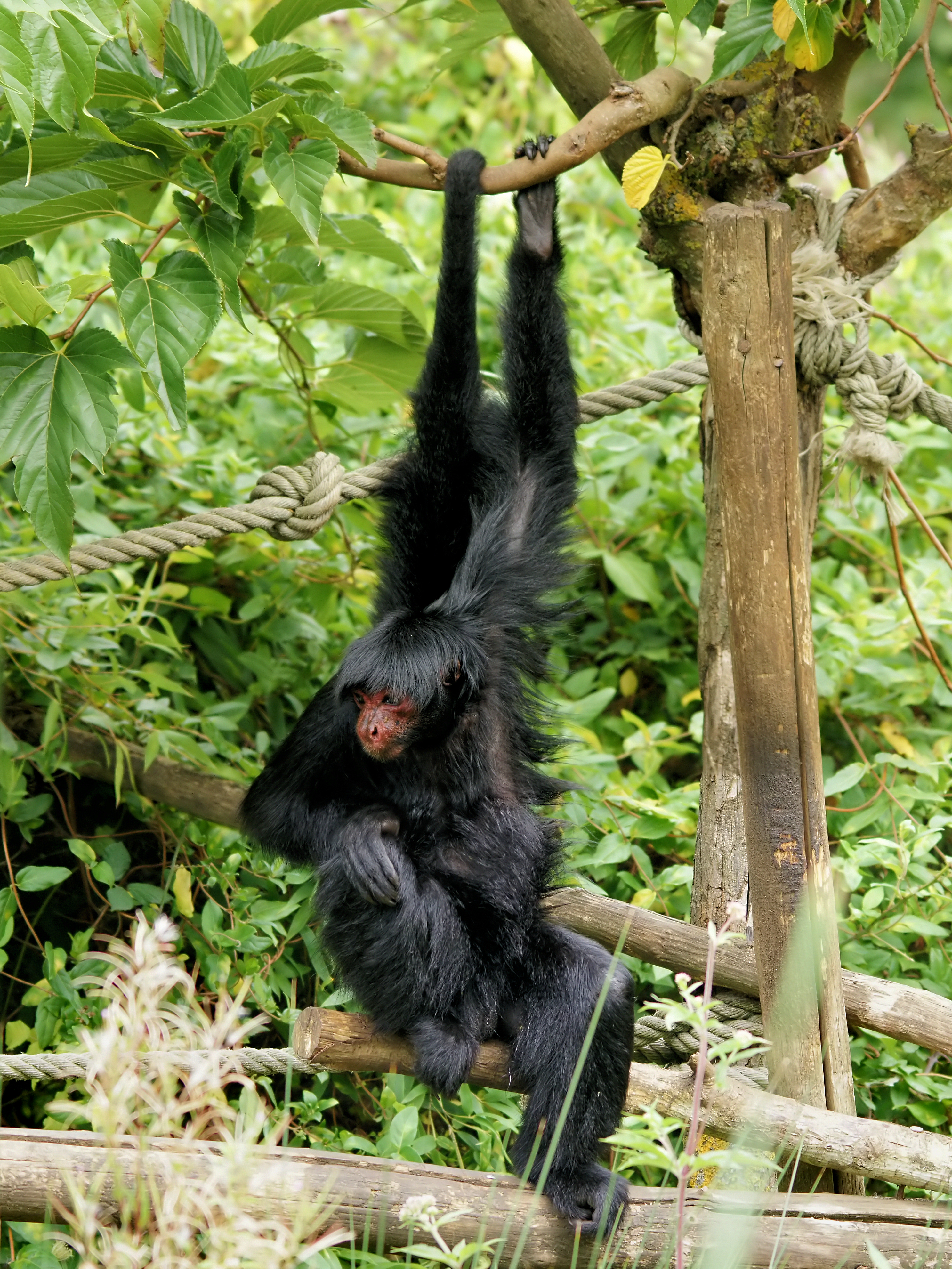
Rotgesichtklammeraffe (Ateles paniscus), mit Greifschwanz und Arm an einem Ast hängend

La Vallée des Singes (Das Tal der Affen) ist ein Zoo, der sich in der französischen Gemeinde Romagne im Département Vienne in der Region Nouvelle-Aquitaine befindet. Der Zoo liegt etwa 40 Kilometer südlich der Stadt Poitiers. Er ist bei der European Association of Zoos and Aquaria (EAZA) akkreditiert.

## Geschichte
Der niederländische Fotograf Wim Mager hatte im Jahr 1971 den Tierpark Apenheul in Apeldoorn gegründet, in dem Affen ohne Käfige frei in natürlichen Außengehegen in einer waldreichen Umgebung leben können. Mager zog 1997 nach Frankreich um. Dort gründete er einen zweiten Park nach dem gleichen Konzept. Dieser wurde am 14. Juli 1998 als La Vallée des Singes eröffnet und dient sowohl der Freizeitgestaltung als auch zur Bewusstseinsbildung für ökologische Themen. Das Hauptziel des Tierparks ist es, den Schutz von Natur und Umwelt im Allgemeinen sowie der Primaten im Besonderen, zu fördern.

## Anlagenkonzept
Die Besonderheit des Zoos La Vallée des Singes besteht darin, dass es auf dem Gelände keine Zäune oder Käfige für die Tiere gibt. Auf einem etwa 22 Hektar großen Gelände werden nahezu ausschließlich Primaten gehalten. Lediglich Erdmännchen (Suricata suricatta) leben außerdem auf dem Gelände. Alle Tiere bewegen sich frei, meist auf unterschiedlich großen, von Wasser umgebenen Inseln, die möglichst ihren natürlichen Lebensräumen angepasst sind und die oftmals große Bäume enthalten. Es gibt 18 verschiedene Inseln bzw. Territorien, die auf die Größe der Tiere zugeschnitten sind, d. h. große Affenarten leben auf größeren Flächen als kleine Arten. Neben Klettermöglichkeiten gibt es auch Bereiche für die Tiere, in die sie sich zurückziehen können. Die Inseln sind meist von zwei bis drei Meter breiten Wassergräben umgeben, die von den Tieren nicht überquert werden können. Einige der Inseln sind mit Seilen, Balken oder Leitern zwischen den Bäumen ausgestattet. Dadurch erhalten die Besucher gute Ausblicke auf die Aktivitäten der Tiere.
Den Besuchern wird ermöglicht, der Fütterung ausgewählter Arten beizuwohnen. Es wird in der Regel drei- bis fünfmal pro Tag gefüttert. Während der Fütterungen stehen die Tierpfleger für Fragen und Informationen zur Verfügung. Pro Tag werden rund 300 Kilogramm an Obst und Gemüse an die Tiere verfüttert.

## Tierbestand
Im La Vallée des Singes werden 450 Tiere mit 34 Arten gehalten. Aufgrund von Geburten, Neuanschaffungen, Abgaben an andere Zoos oder Todesfällen schwanken diese Zahlen jahrweise. Seit der Eröffnung im Jahr 1998 bis zum Frühjahr 2023 wurden mehr als 800 Geburten im Zoo registriert. Das Gelände ist in 18 Territorien gegliedert. Manche Territorien zeigen nur eine Art, andere mehrere. Die 18 Territorien sind wie folgt unterteilt:
- Totenkopfaffen (Saimiri) sind mit Gewöhnlichen Totenkopfaffen (Saimiri sciureus) vertreten. In dem Bereich leben u. a. auch Sakis (Pithecia) und Brüllaffen (Alouatta).
- Dscheladas (Theropithecus gelada) halten sich im Park auf einer Grasfläche auf.
- Bonobos (Pan paniscus) leben in einer aus 20 Individuen bestehenden Gruppe, in der bis 2023 bereits 14 Jungtiere gezeugt wurden.[1]
- Lemuren (Lemuriformes) sind mit einer großen Kattagruppe (Lemur catta) vertreten.
- Rotgesichtklammeraffen (Ateles paniscus) bewegen sich schwinghangelnd in den Baumkronen, wobei die Besucher miterleben, wie sie den Greifschwanz wie eine Gliedmaße einsetzen.
- Kappengibbons (Hylobates pileatus) halten sich meist in den hohen Bäumen auf. Im Jahr 2017 wurde die Geburt eines Jungtiers gemeldet.[1]
- Gorillas werden als Westliche Gorillas (Gorilla gorilla) gehalten. Das Gorilla-Männchen wiegt mehr als 200 Kilogramm und ist damit etwa doppelt so schwer, wie ein ausgewachsenes Weibchen.[1] 1999 wurde das erste Jungtier im Zoo geboren.[4]
- Gelbbauch-Zwergseidenäffchen (Cebuella pygmaea) sind die kleinsten Affen im Zoo. Sie wiegen nur etwa 125 Gramm.
- Mandrille (Mandrillus sphinx) und Mantelaffen (Colobus guereza) halten sich auf ihren jeweiligen Inseln sowohl am Boden als auch in den Bäumen auf.
- Weißhandgibbons (Hylobates lar) können von den Besuchern schon aus der Ferne durch ihre Rufe, die in der Natur ihrer Revierabgrenzung dienen, wahrgenommen werden.
- Tamarine bezeichnet eine Anlage für verschiedene Tamarinarten (Saguinini), aus denen sich die Kaiserschnurrbarttamarine (Saguinus imperator) für die Besucher wegen ihres Aussehens mit den charakteristischen, großen, weißen Schnurrbärten gut abheben.
- Gewöhnliche Makis (Lemuridae) sind mit Mohrenmakis (Eulemur macaco), von denen drei vom Centre de Primatologie de Strasbourg erhalten wurden vertreten.[1] Außerdem sind Rotbauchmakis (Eulemur rubriventer) zu sehen.
- Kapuzineraffen (Cebinae) gehören zu den stark bedrohten Affenarten. Der Zoo erhielt 2004 eine kleine reproduktive Gruppe der Gelbbrust-Kapuziner  (Sapajus xanthosternos).[1]
- Magot bezeichnet einen Anlagenteil, in dem mehrere Makakenarten (Macaca) zu sehen sind.
- Schimpansen (Pan troglodytes) leben auf einer besonders großen Insel. Sie stammen aus einem medizinischen Labor in den Niederlanden und verbringen ihr Leben nun in Ruhe im La Vallée des Singes.[1]
- Weißschulter-Kapuzineraffen (Cebus capucinus) bewohnen einen kleinen, separaten Bereich im Zoo.
- Springaffen (Callicebinae) und Weißstirnklammeraffen (Ateles belzebuth) halten sich bevorzugt auf den Bäumen der Inseln auf.
- Wollaffen (Lagothrix lagotricha), bei denen Geburten in Gefangenschaft sehr selten sind, werden im Zoo gehalten. Im La Vallée des Singes wurden jedoch schon mehrere Wollaffenbabys geboren.[1] In dieser Sektion sind auch einige  Saimiri-Arten zu besichtigen.

## Arterhaltungsprogramme
Le Conservatoire pour la Protection des Primates ist eine gemeinnützige Organisation, die von La Vallee des Singes gegründet wurde, um Naturschutzprogramme für wilde Populationen von Primaten zu finanzieren. Im Jahr 2009 wurde mit der Organisation La Vallée des Singes Conservation Research Grant eine weitere Organisation gegründet, um spezielle Forschungsprojekte zu unterstützen.

## Galerie
Die nachfolgende Bildauswahl zeigt einige Primatenarten aus dem Bestand des La Vallée des Singes:

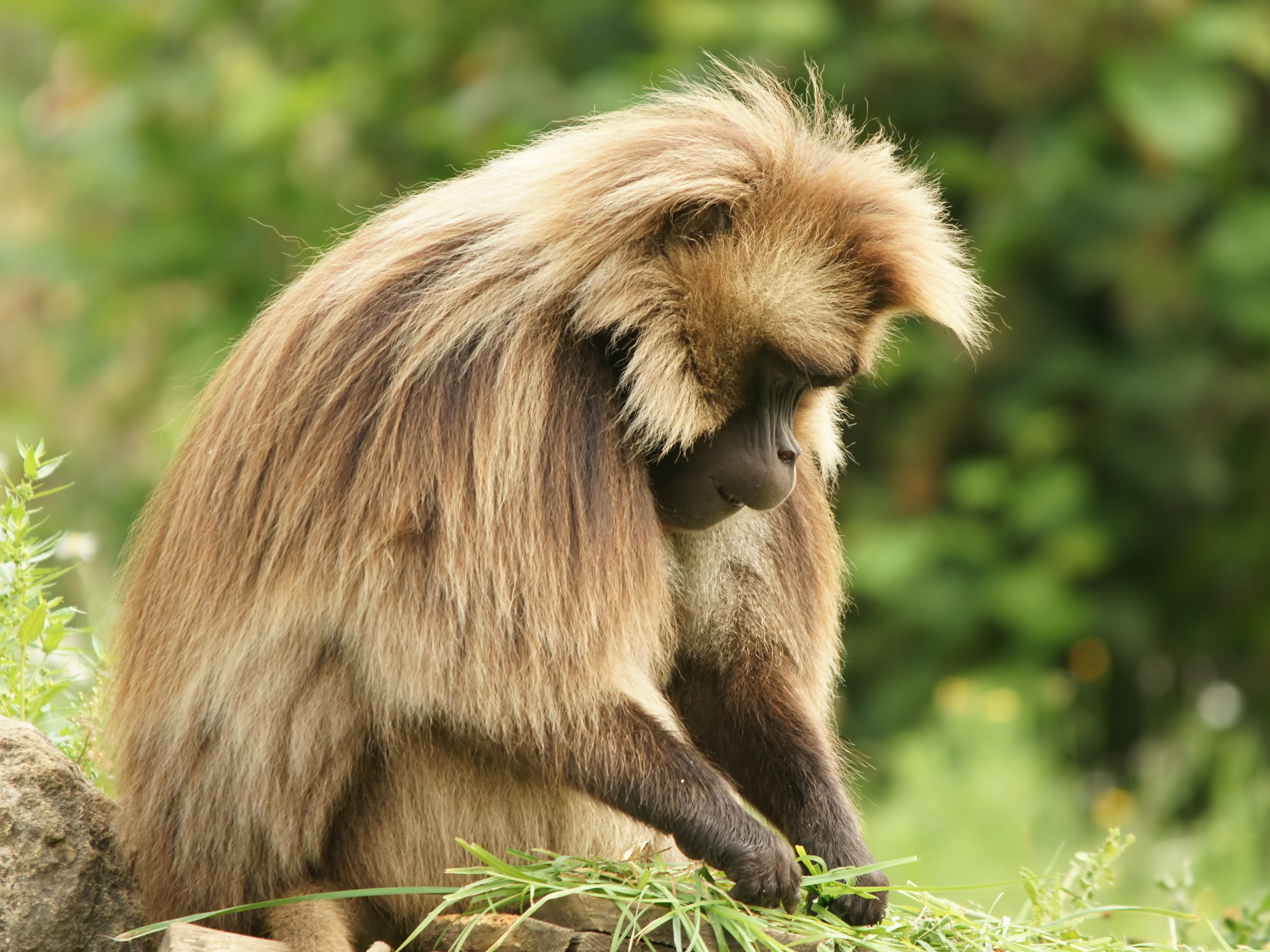
Dschelada (Theropithecus gelada)
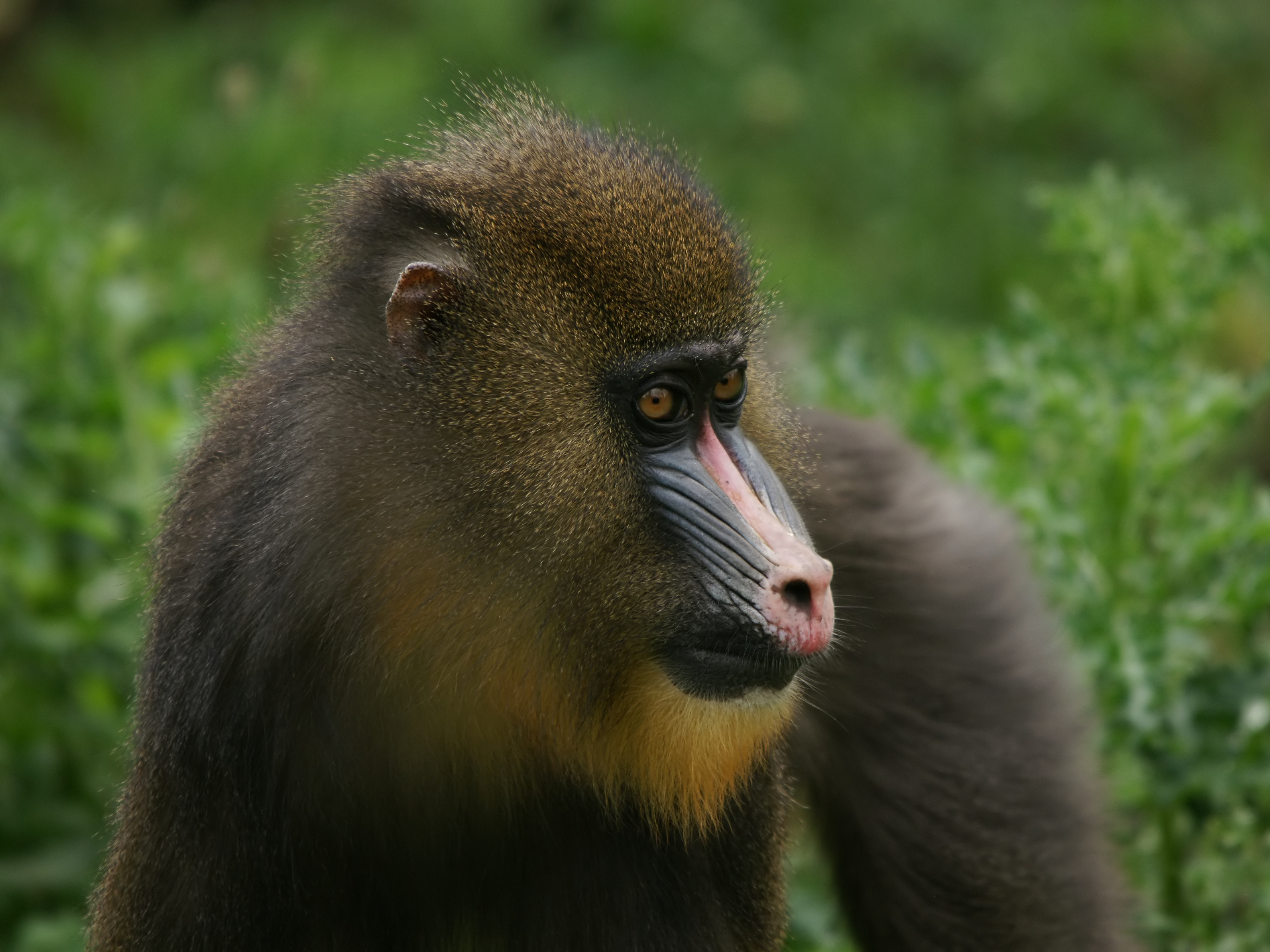
Mandrill (Mandrillus sphinx)
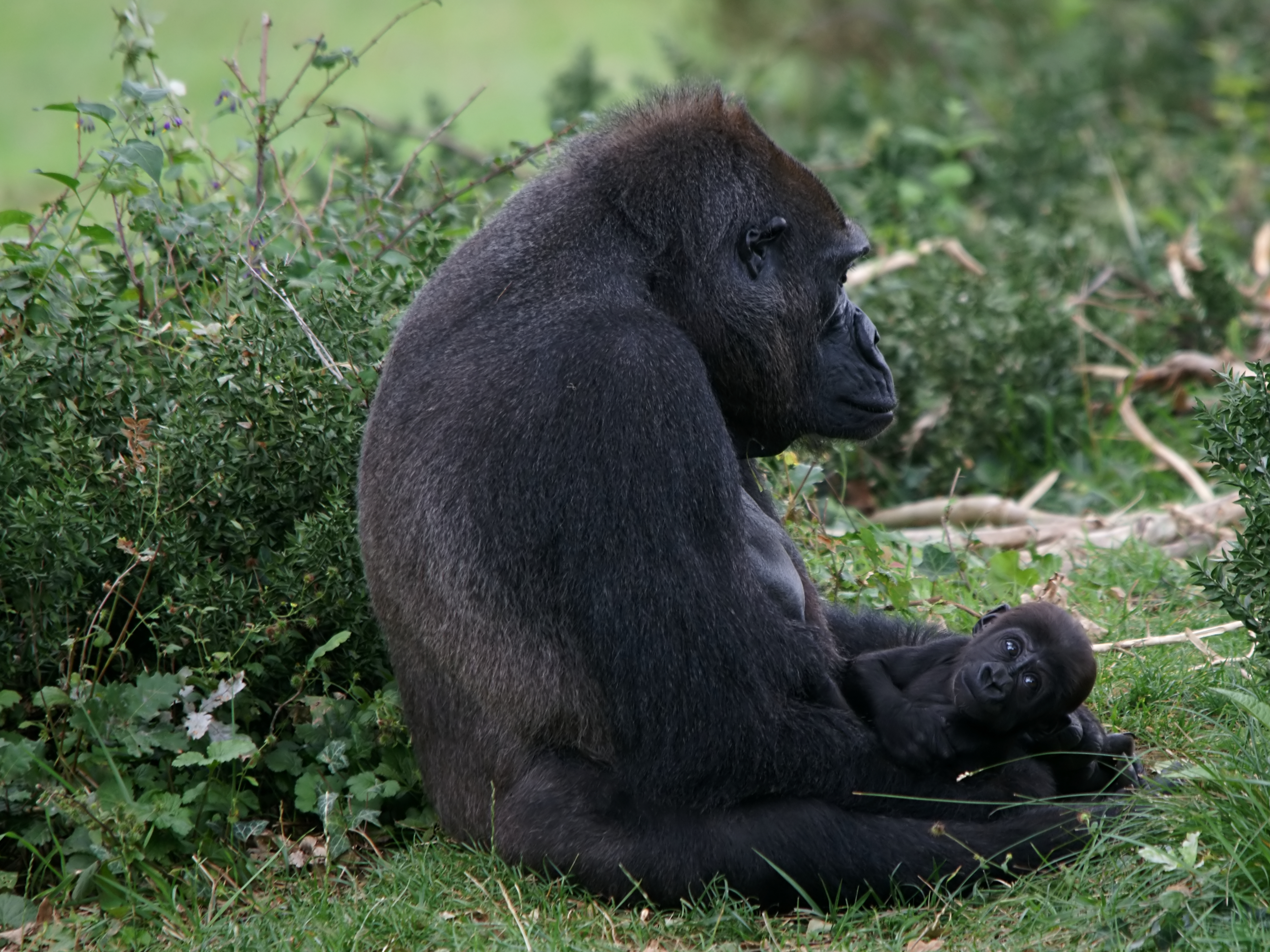
Westlicher Gorilla (Gorilla gorilla) mit Jungtier
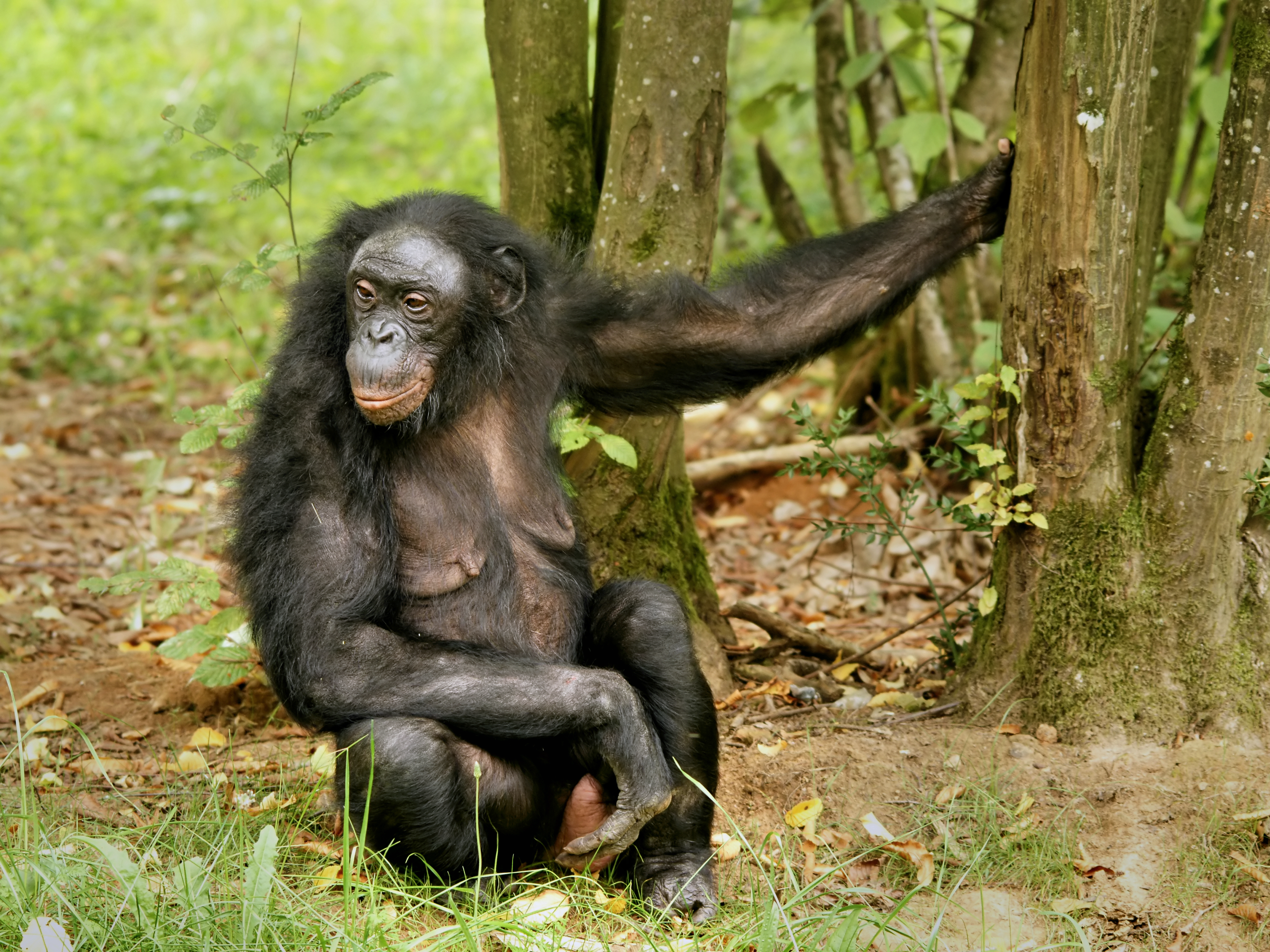
Bonobo (Pan paniscus)
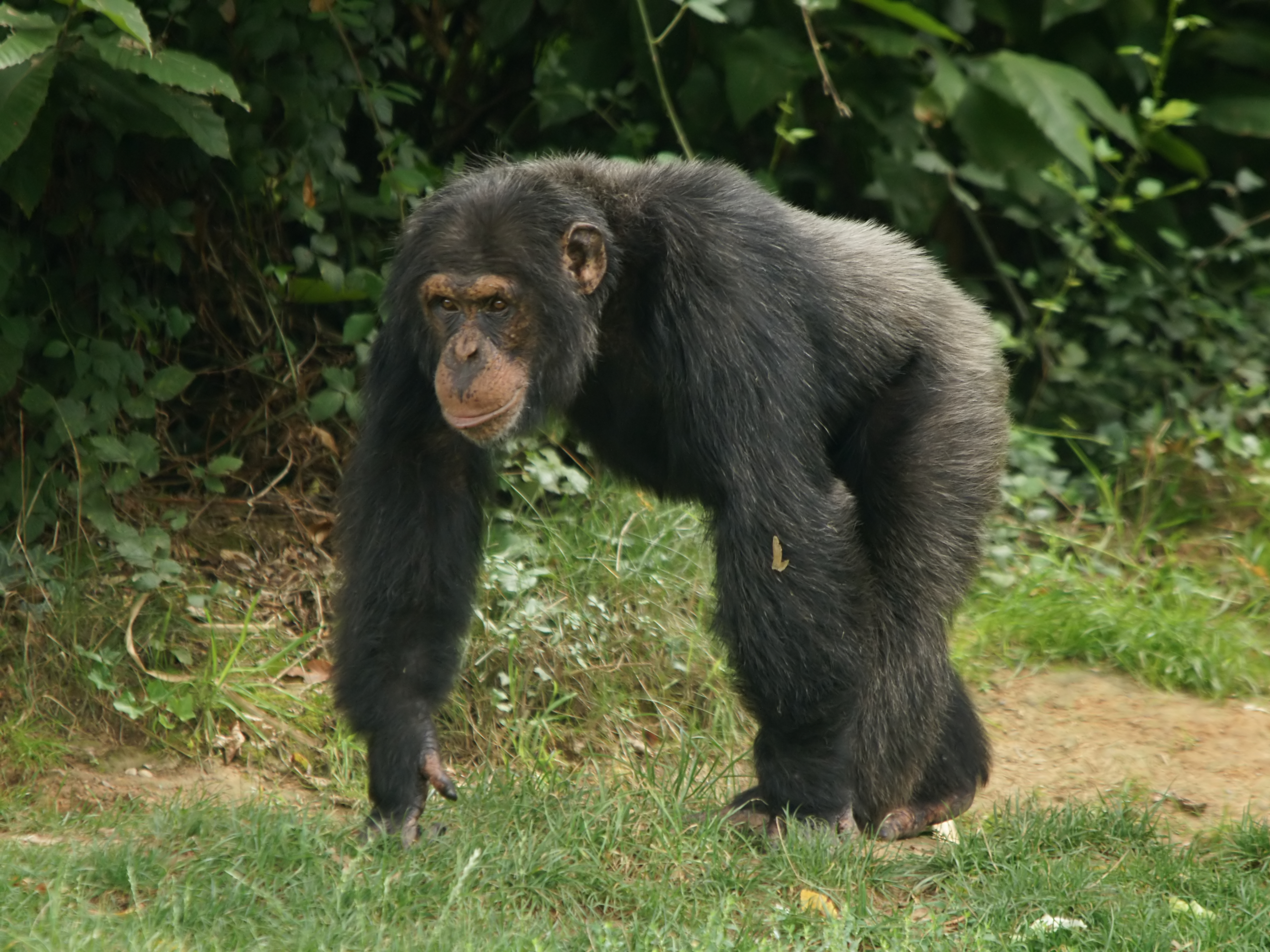
Gemeiner Schimpanse (Pan troglodytes)
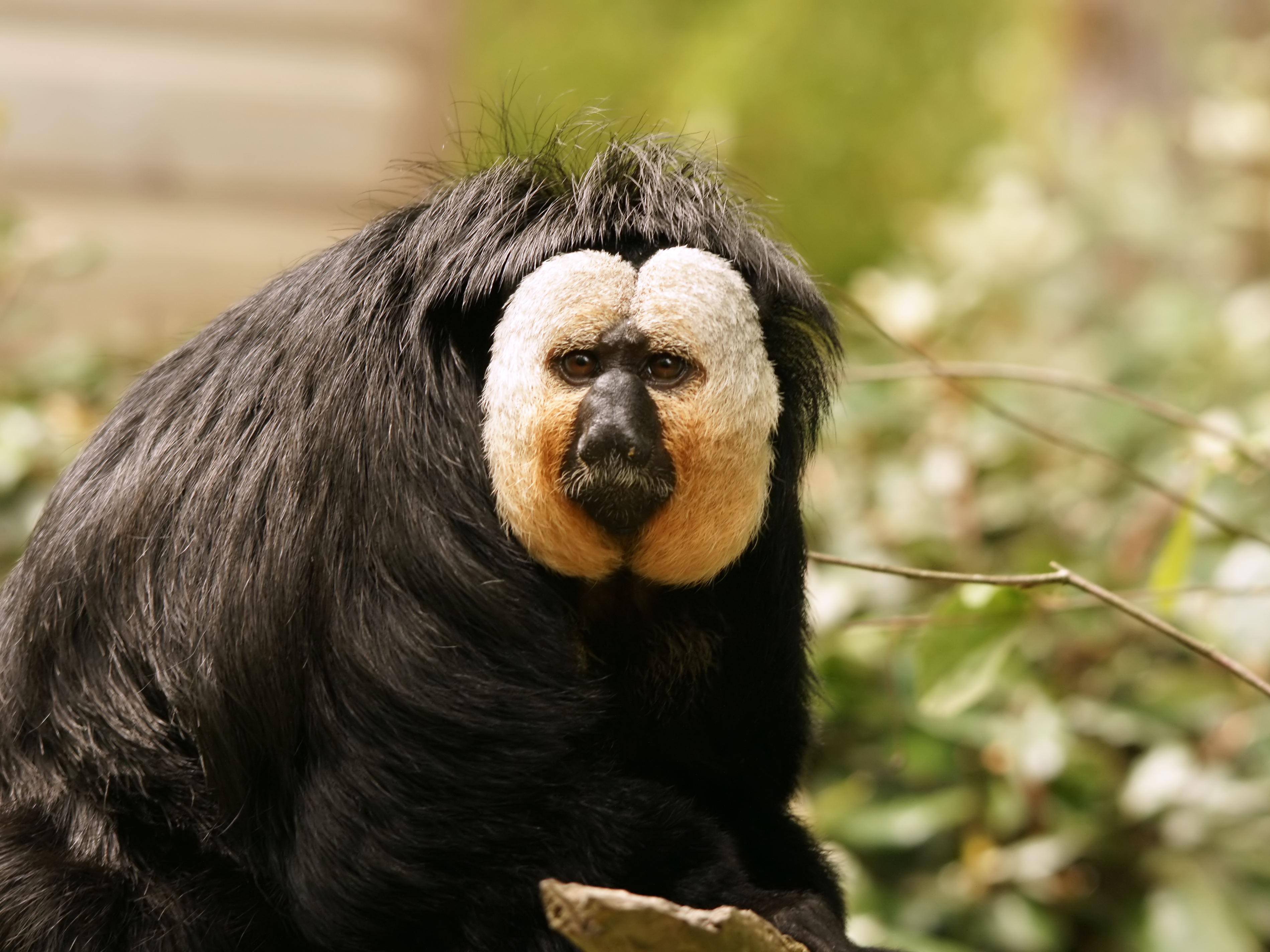
Weißkopfsaki (Pithecia pithecia)
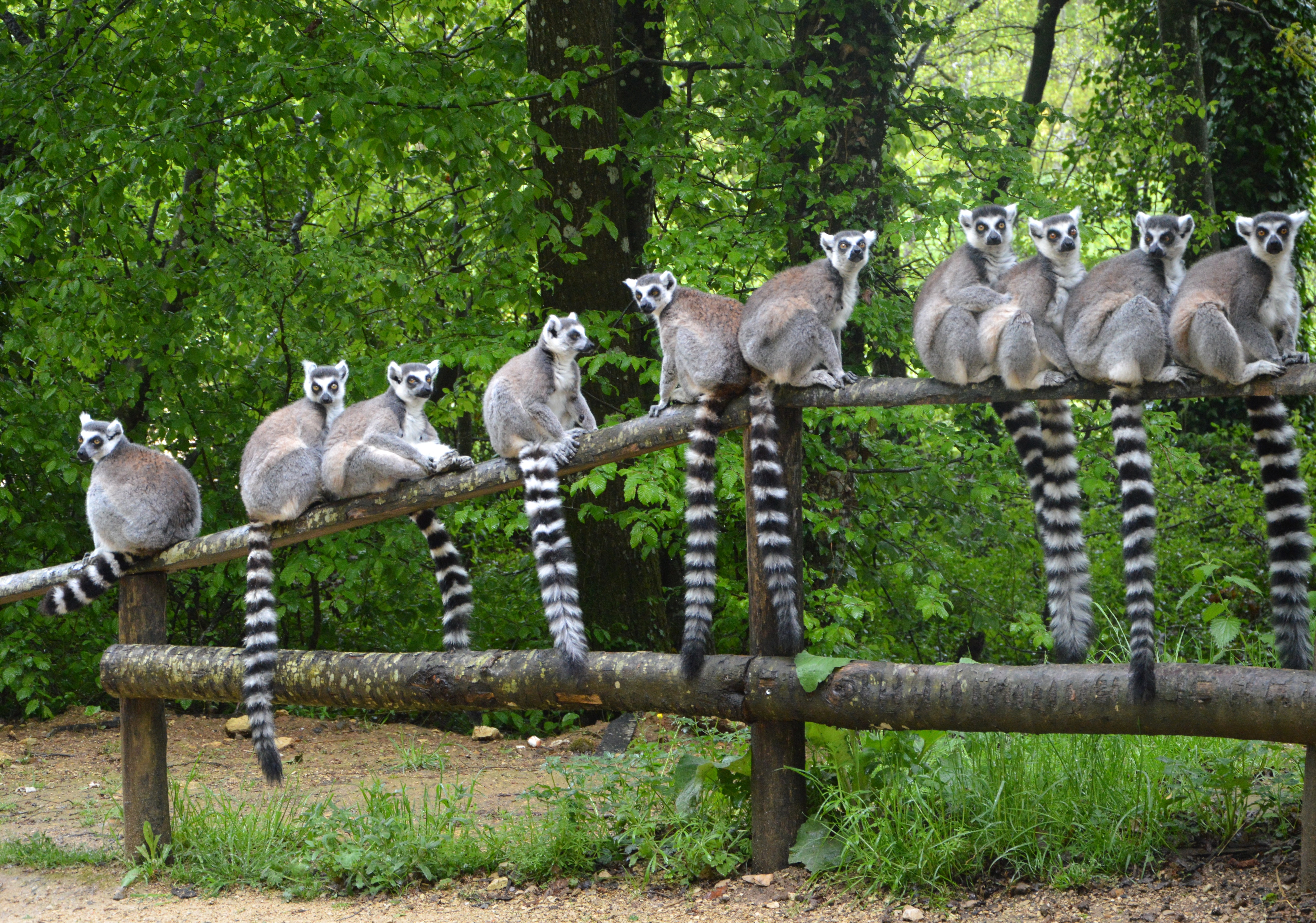
Kattas (Lemur catta)
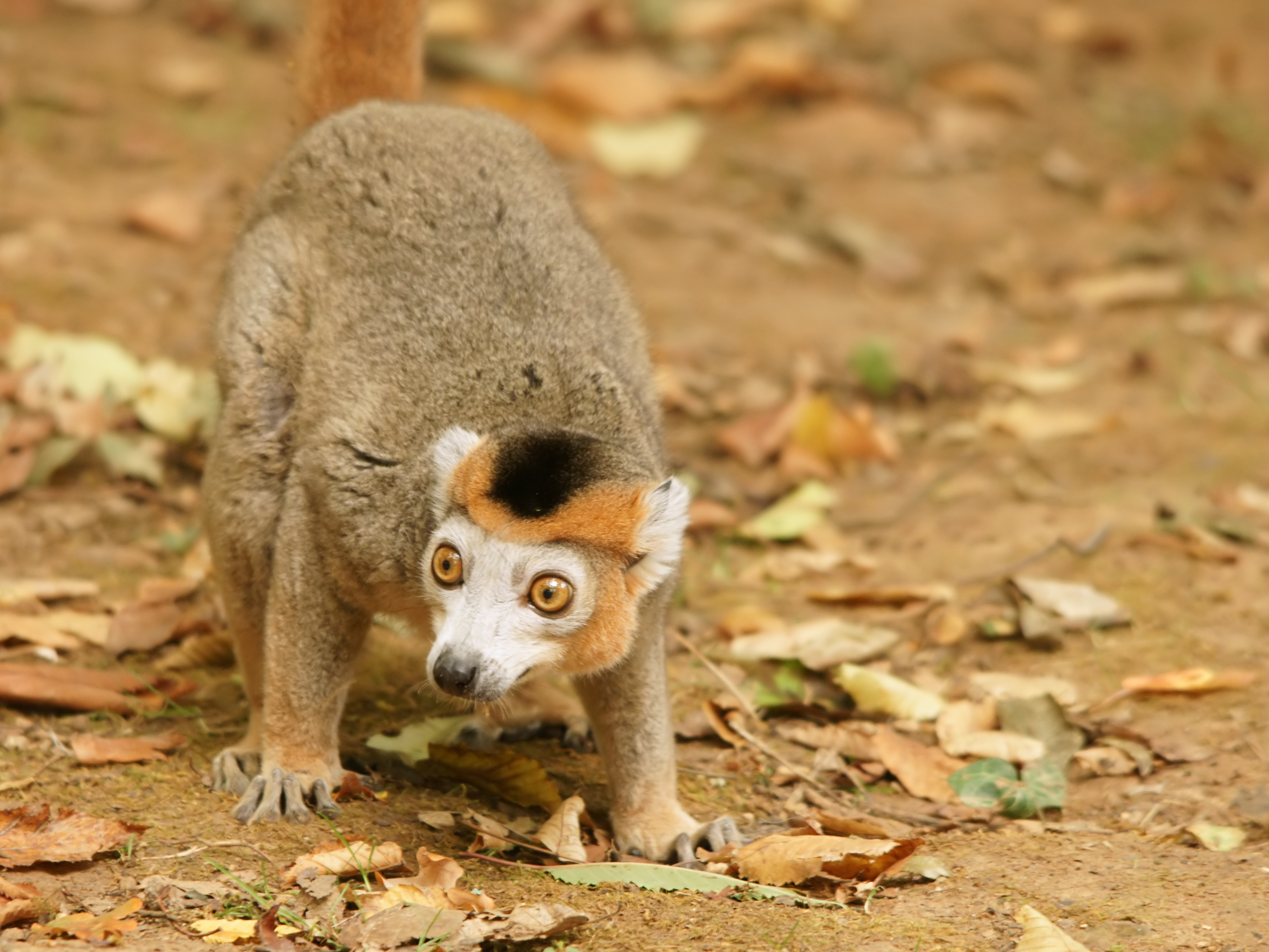
Kronenmaki (Eulemur coronatus)
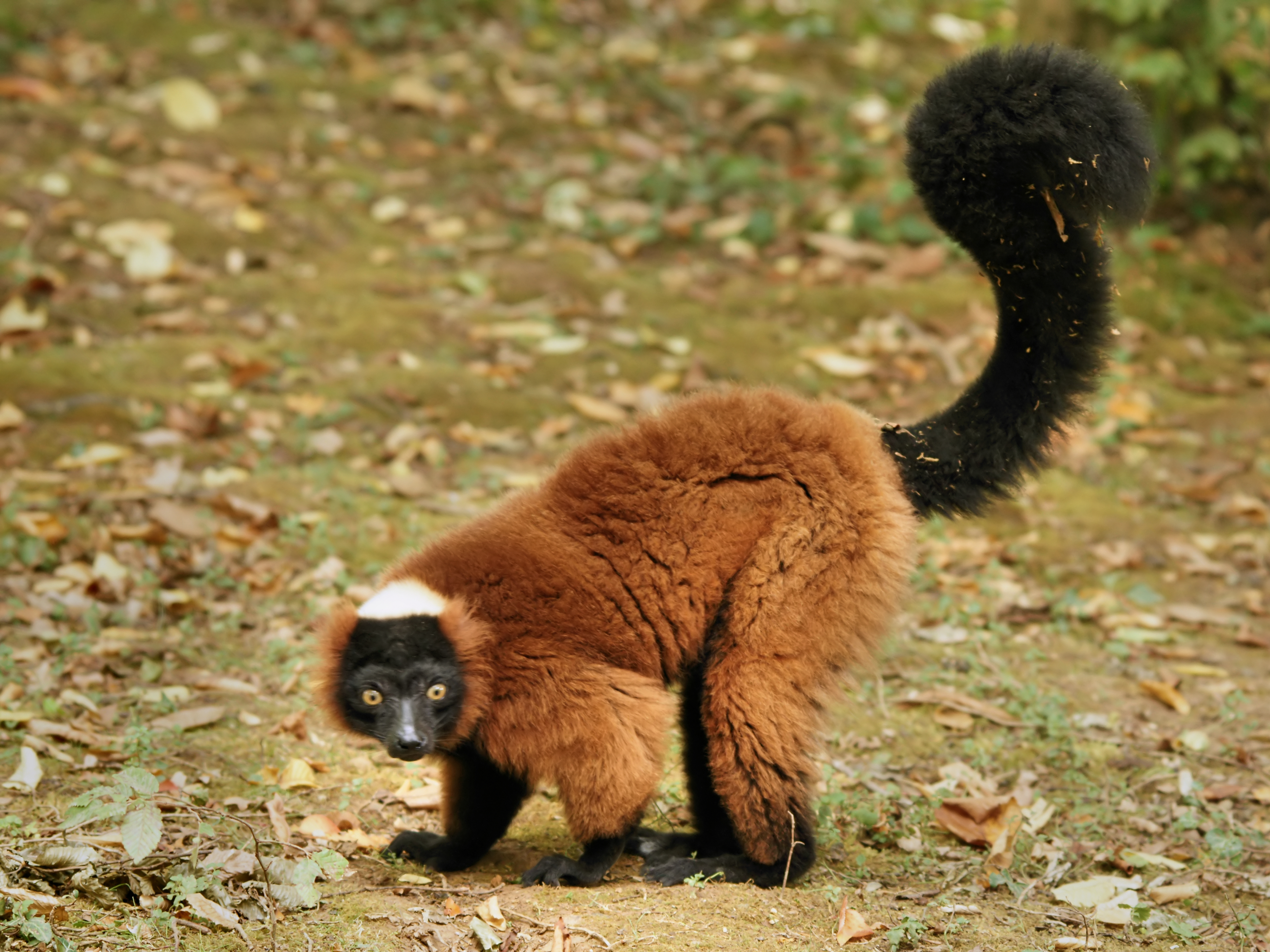
Roter Vari (Varecia rubra)
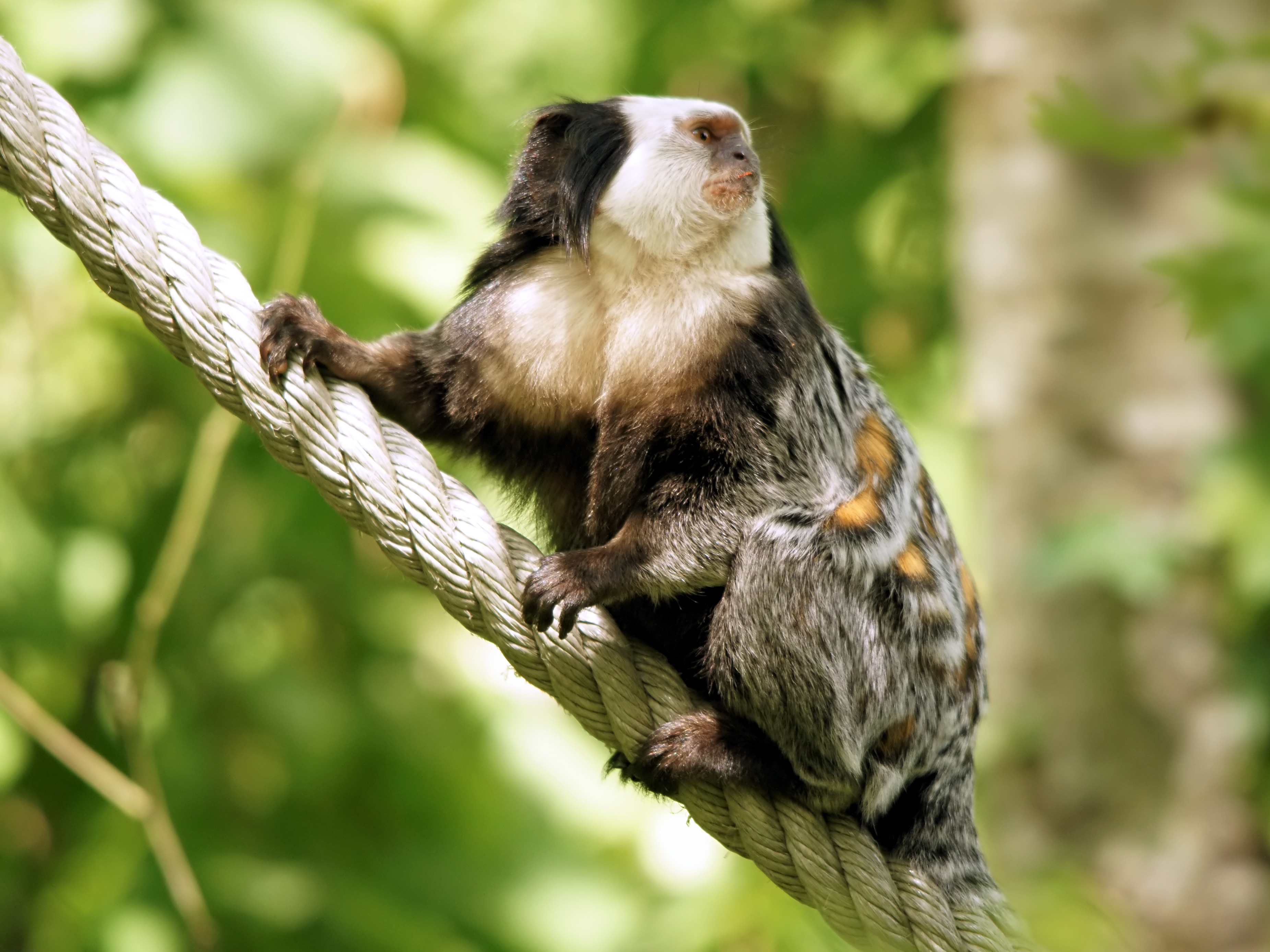
Weißkopf-Büschelaffe (Callithrix geoffroyi)
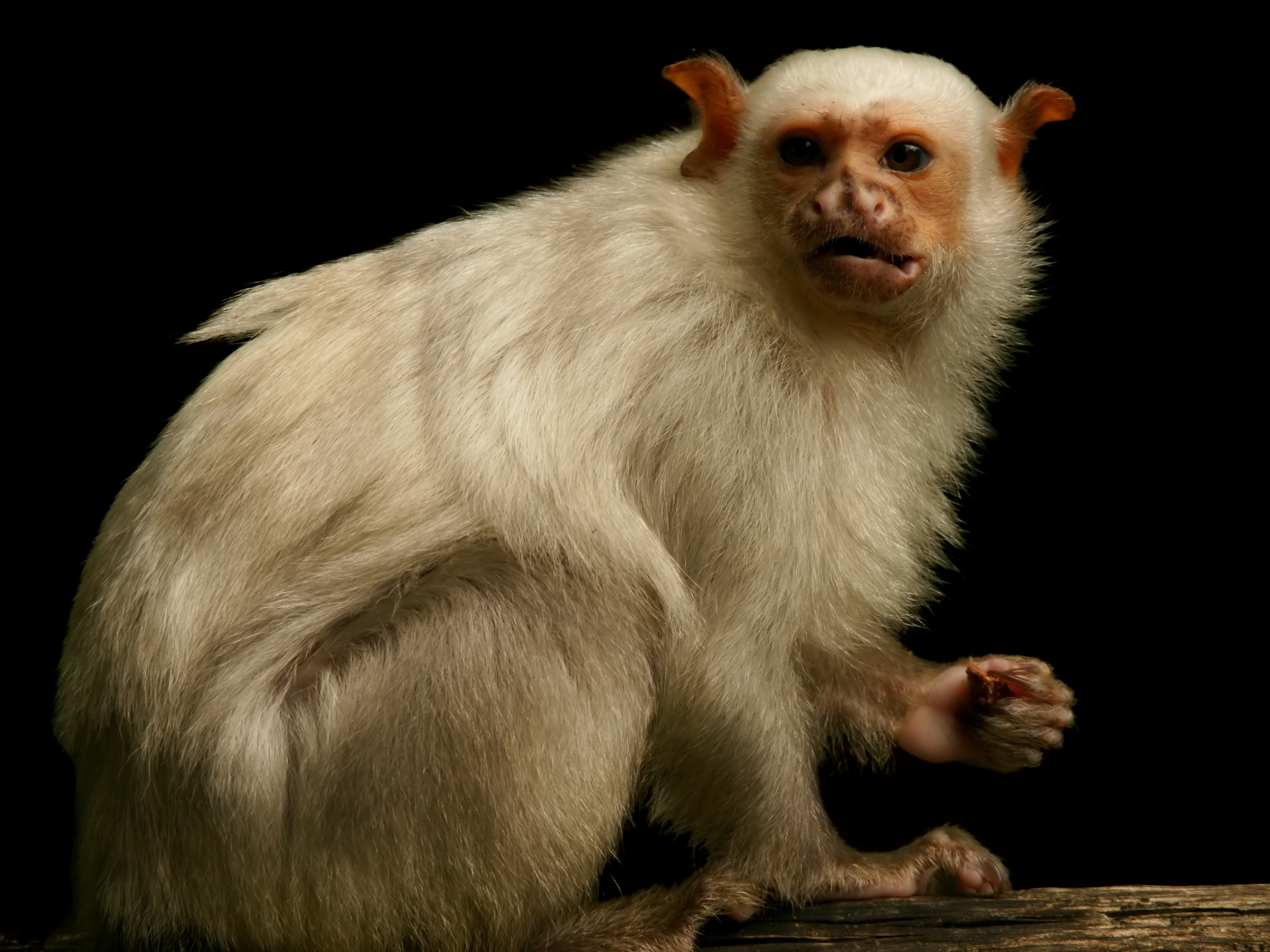
Silberäffchen (Mico argentatus)
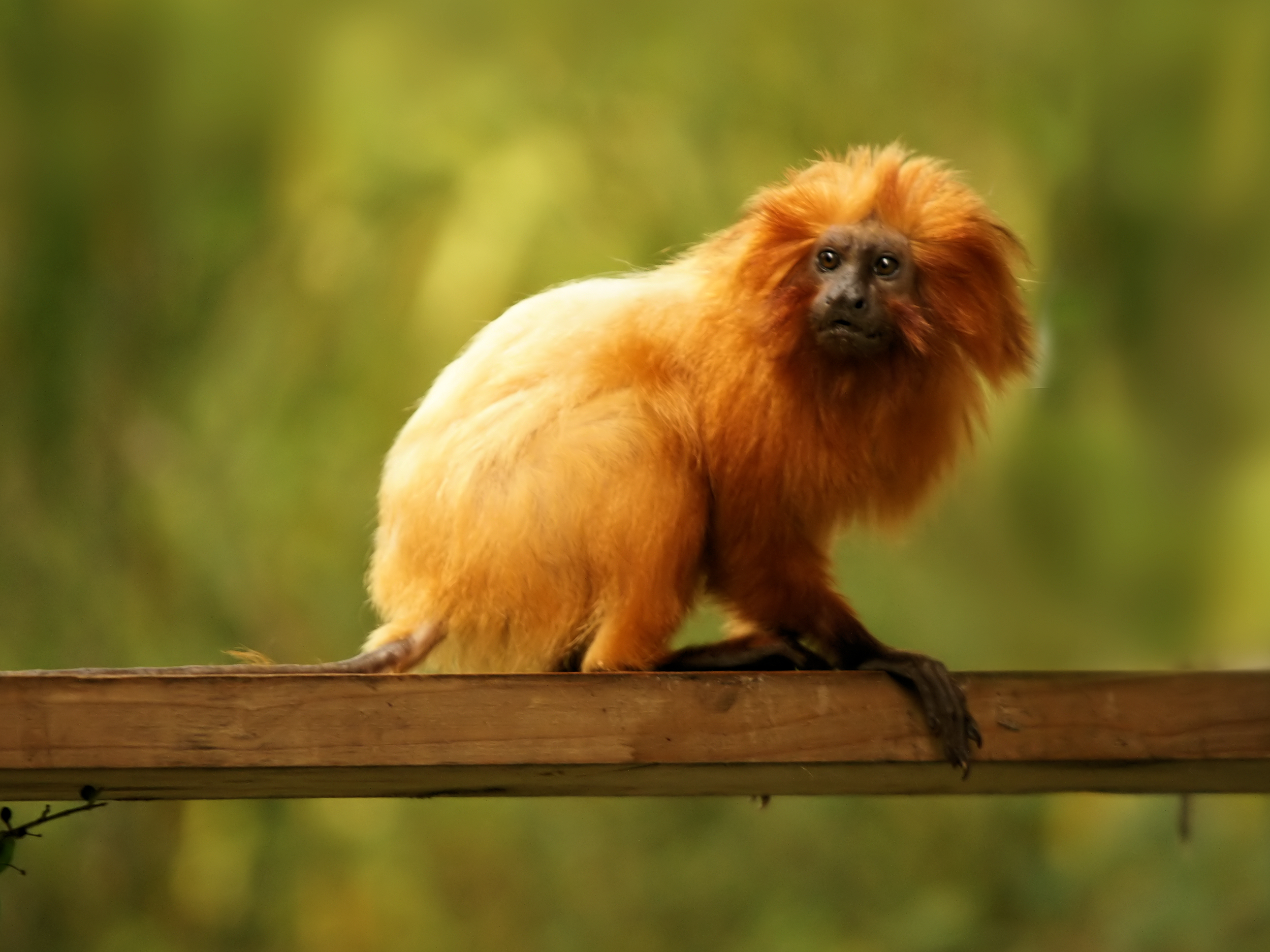
Goldenes Löwenäffchen (Leontopithecus rosalia)
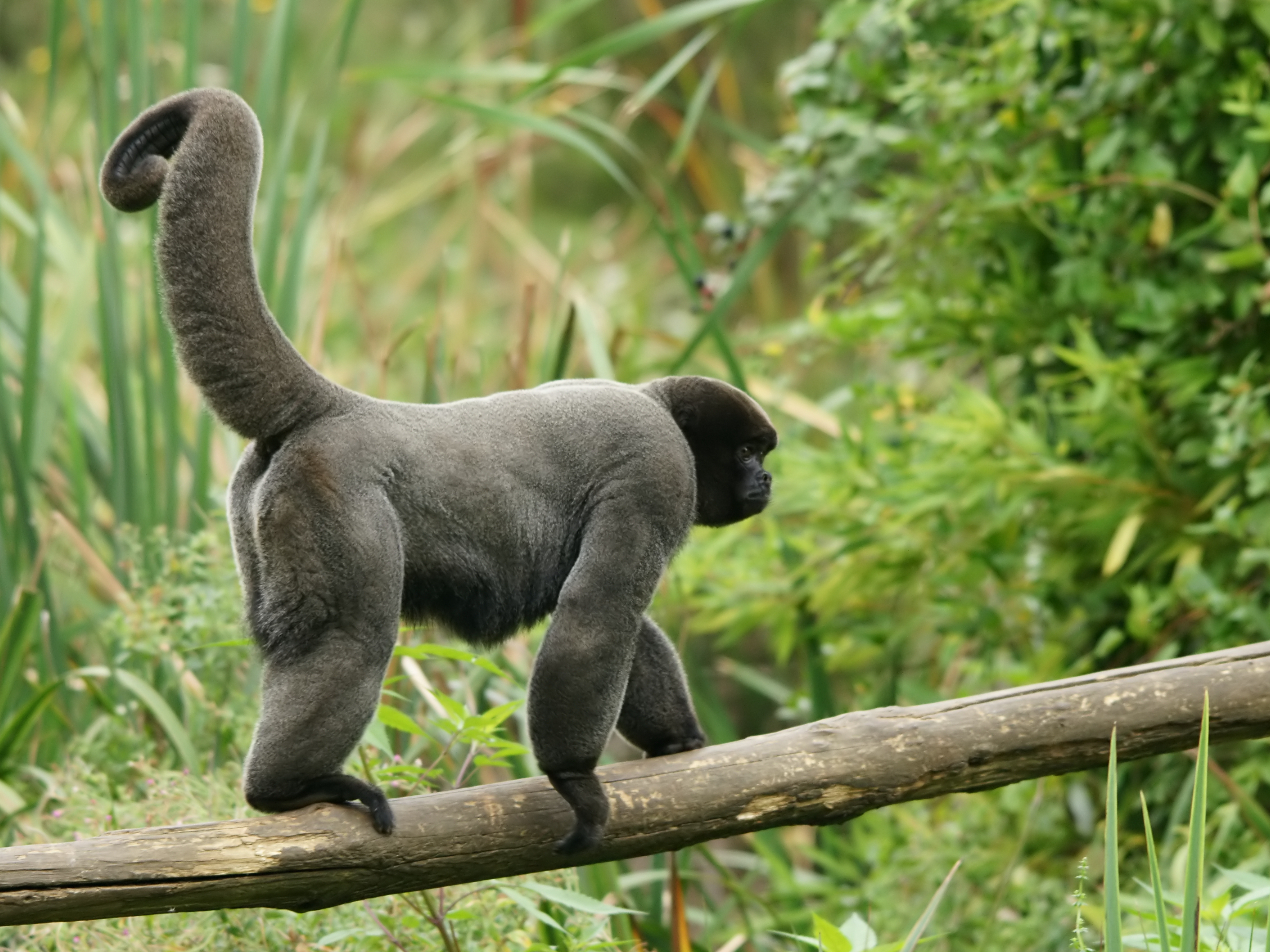
Wollaffe (Lagothrix lagotricha)
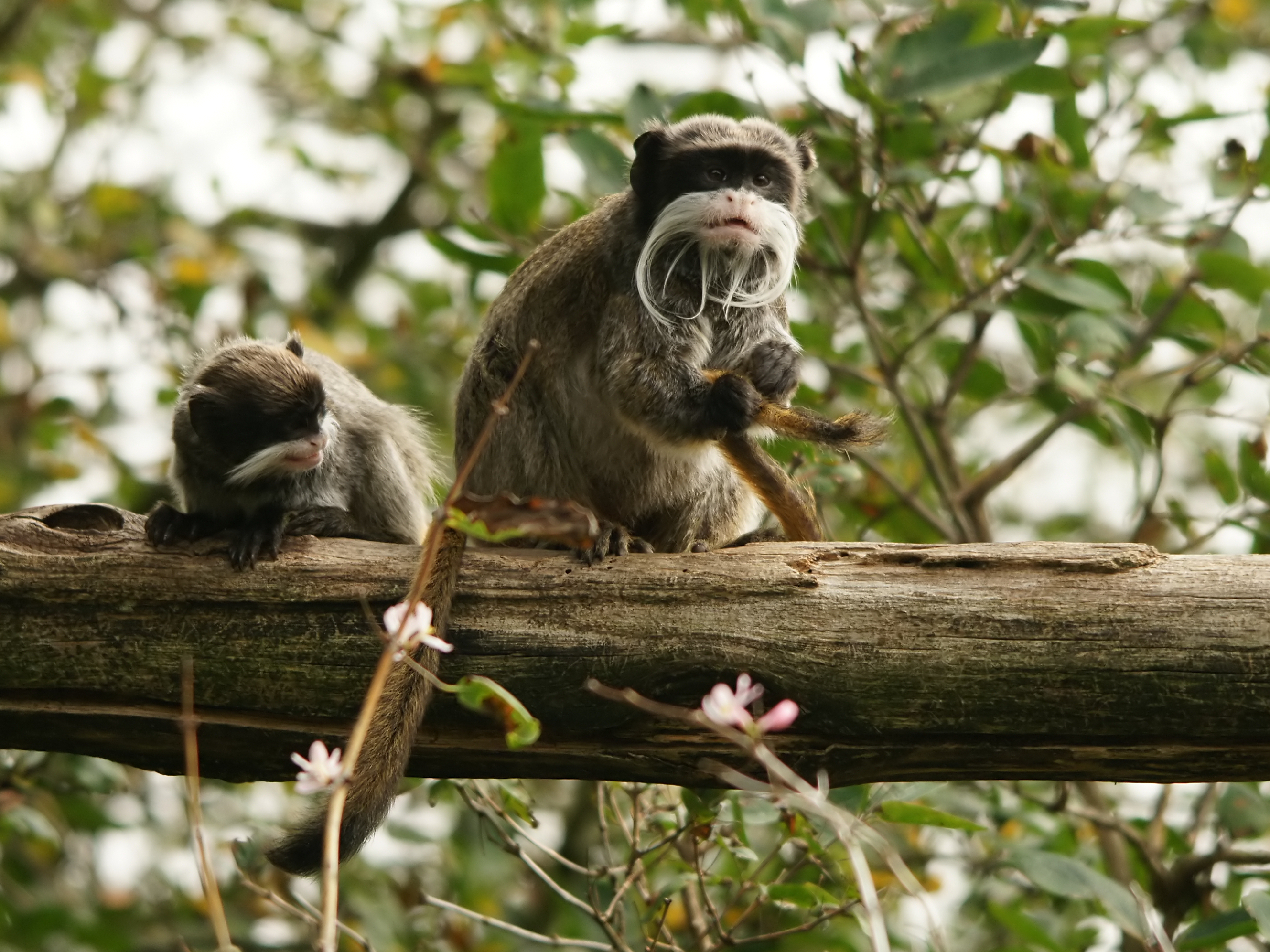
Kaiserschnurrbarttamarine (Saguinus imperator)
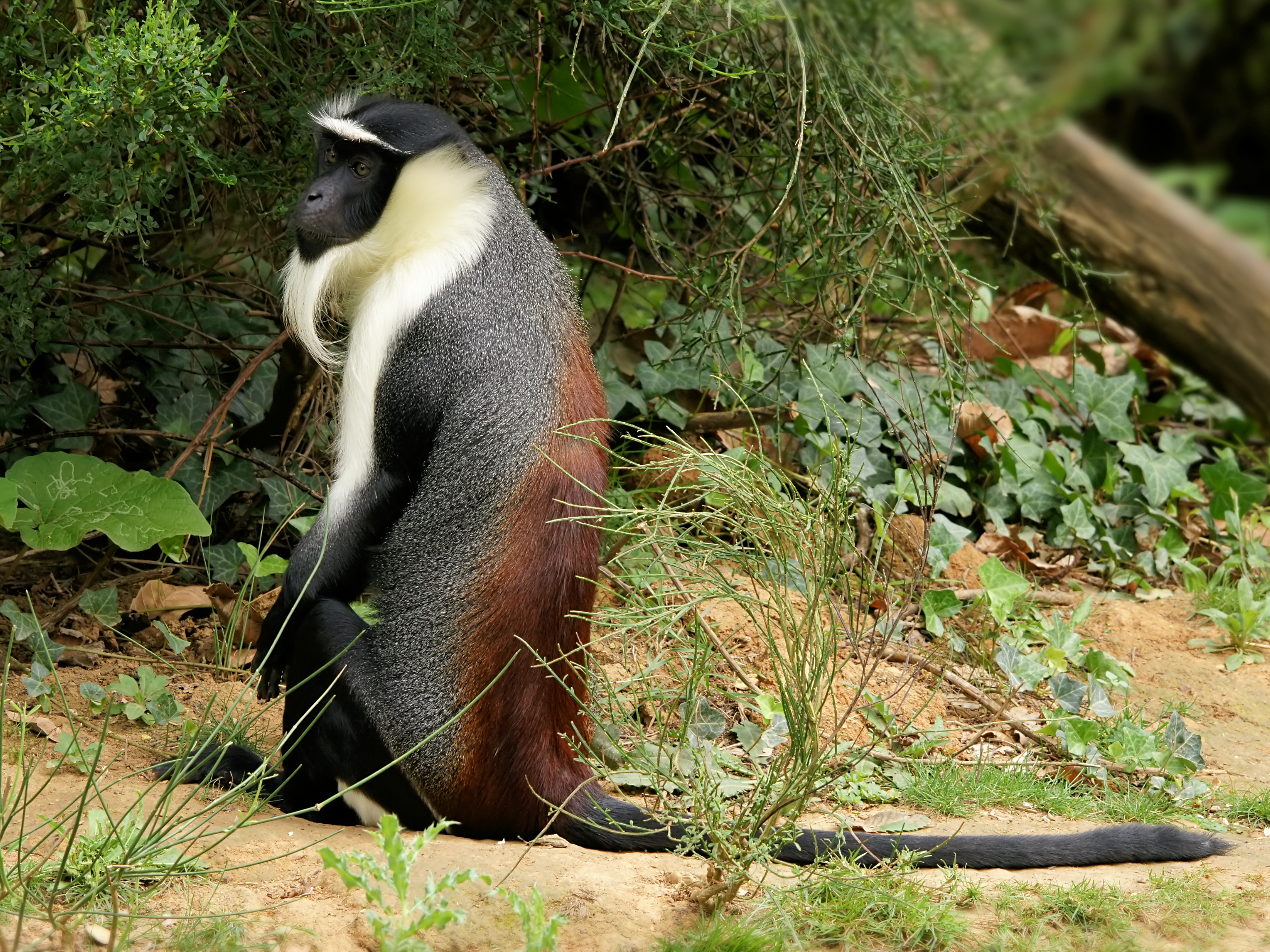
Roloway-Meerkatze (Cercopithecus roloway)
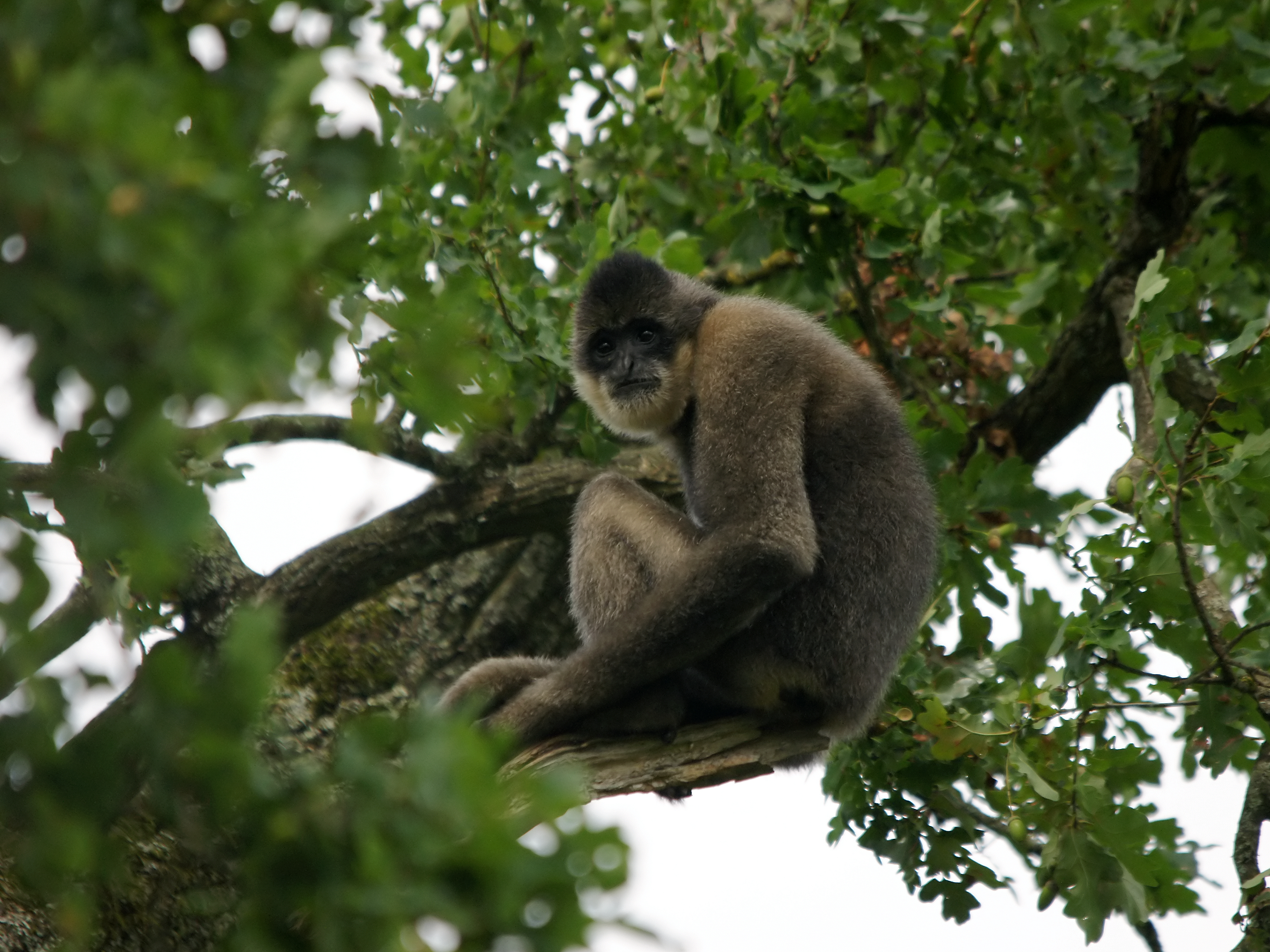
Nördlicher Weißwangen-Schopfgibbon (Nomascus leucogenys)
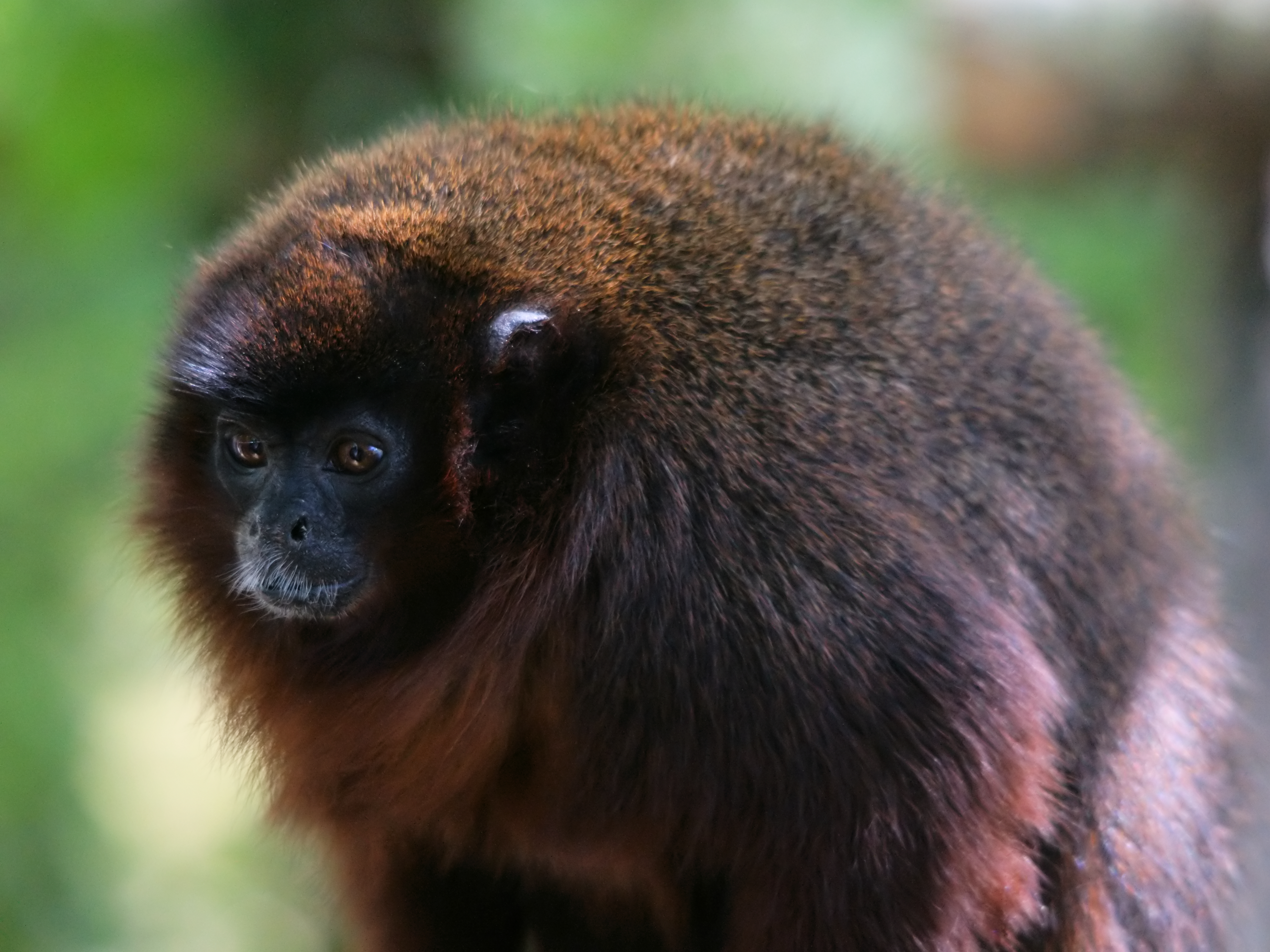
Roter Springaffe (Plecturocebus cupreus)